# ذوب‌آهن

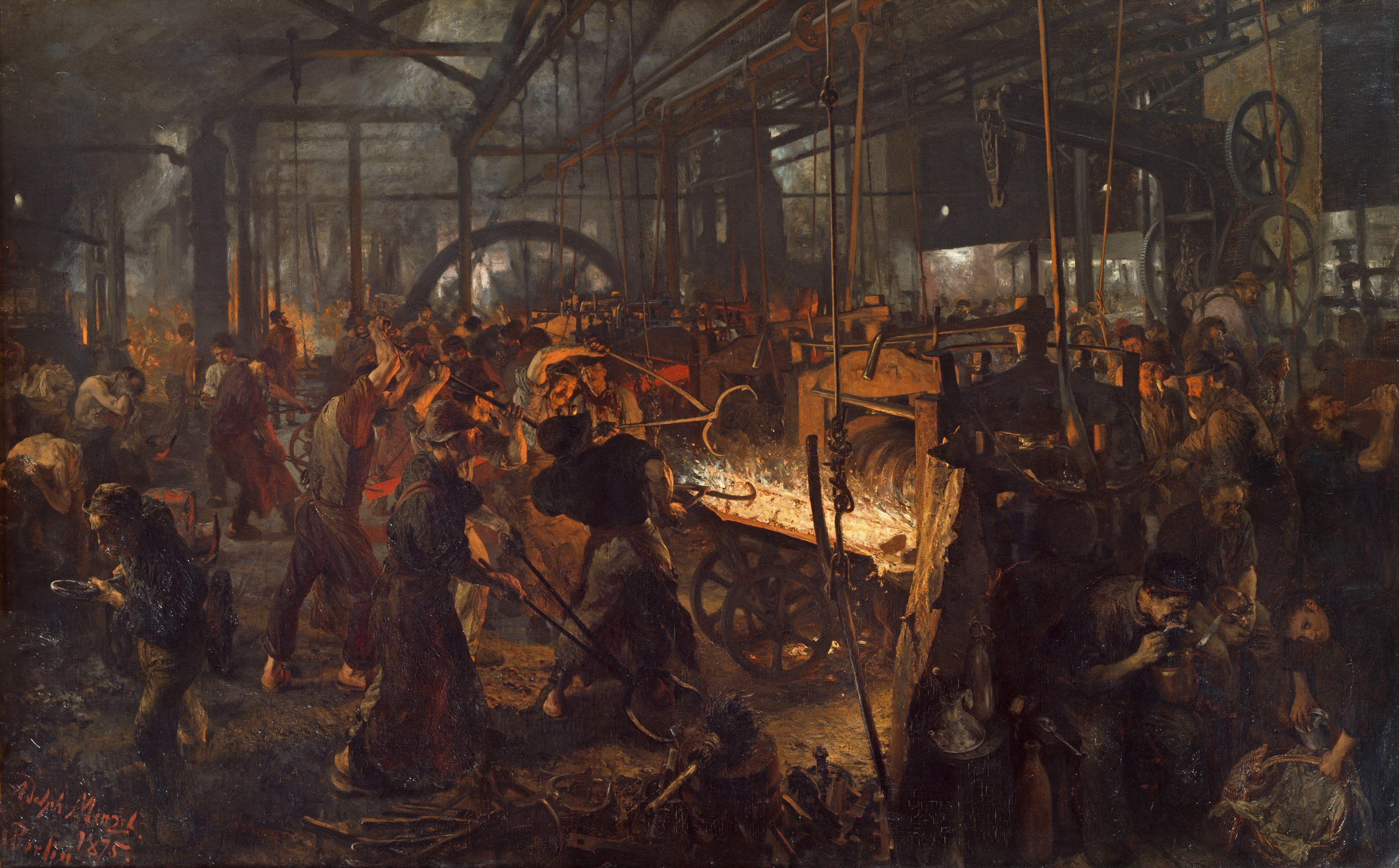
اثر آسیاب غلتک آهن (Eisenwalzwerk)، دهه ۱۸۷۰، توسط آدولف منتسل.

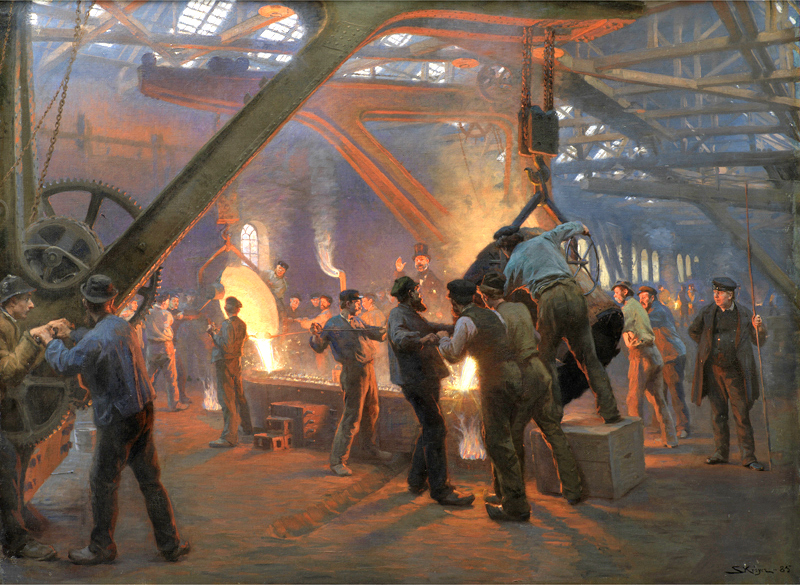
ریخته‌گری در یک کارخانه ذوب‌آهن قدیمی، از ریخته‌گری برادران بورمیستر و وین، ۱۸۸۵ توسط پیدر سورین کرویر

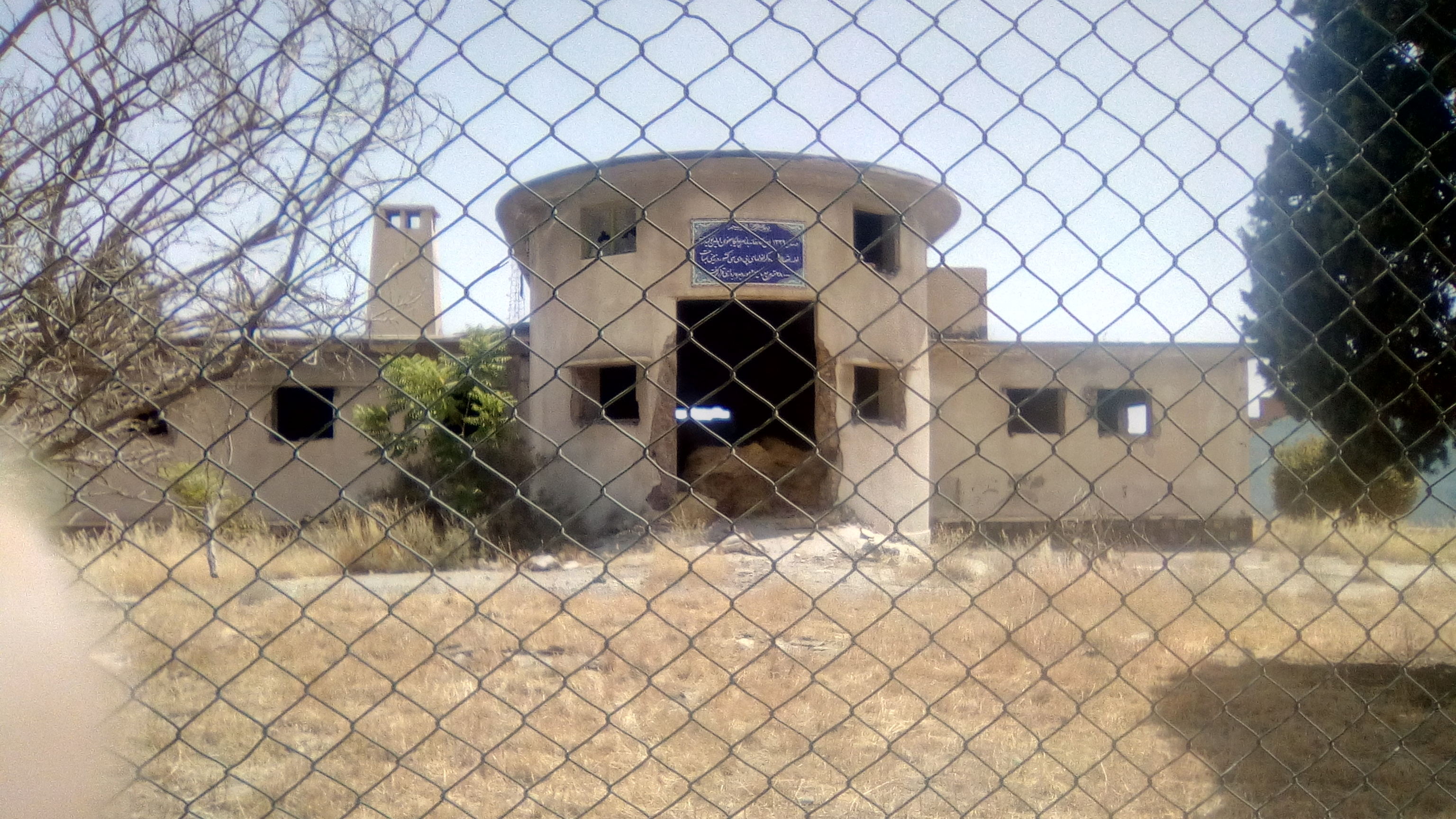
پولیکا، قدیمی‌ترین کارخانه لوله‌سازی ایرانی

ذوب‌آهن (انگلیسی: Ironworks) ساختمان یا مکانی است که در آن آهن ذوب شده و محصولات آهن سنگین و فولاد ساخته می‌شوند. این اصطلاح در زبان انگلیسی هم به صورت مفرد هم جمع به کار می‌رود.
ذوب آهن از زمانی که کوره بلند جایگزین روشهای قبلی شد به عنوان نسل بعدی کوره آهن خالص شناخته می‌شود. یک ذوب آهن یکپارچه در قرن نوزدهم معمولاً شامل یک یا چندین کوره دمنده و تعدادی کوره ذوب یا کارخانه ذوب همراه یا بدون انواع دیگری از کارگاه‌های ذوب‌آهن می‌شد. پس از اختراع فرایند بسمر، فرایندهای تبدیل رایج شدند و ظهور کارخانه فولاد جایگزین ذوب‌آهن شد.
فرایندهای اجرایی در یک ذوب‌آهن معمولاً به عنوان استخراج فلز آهنی تشریح می‌شود، اما اصطلاح سایدرژی (siderurgy) نیز گاهی استفاده می‌شود. این اصطلاح از واژه یونانی کار sideros آهن (Iron) و آرگون (ergon) یا ergos مشتق شده‌است. اگرچه این اصطلاح در زبان انگلیسی غیر معمول است ولی بیشتر برای انگلیسی‌سازی یک اصطلاح مرتبط مورد استفاده در زبان فرانسوی، اسپانیایی و دیگر زبانهای رومی‌تبار به کار می‌رود.
اولین کارخانه ذوب آهن ایران به نام لوله پولیکا به مساحت ۲۸هزار مترمربع واقع در میدان استاندارد کرج است.